# Idriz Seferi

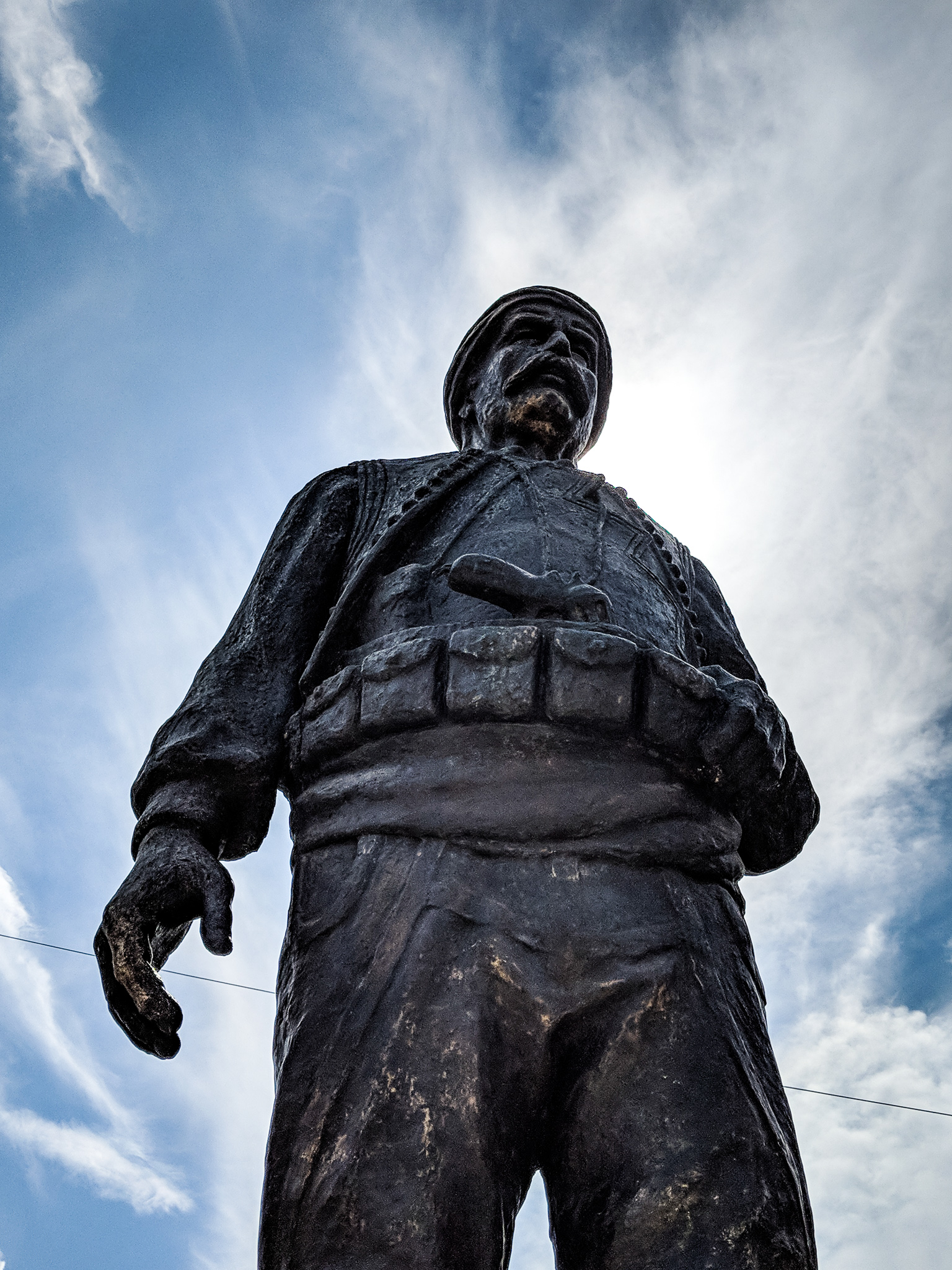
Pomnik Idriza Seferiego w Gjilanie

Idriz Seferi (ur. 14 marca 1847 we wsi Sefer (obecnie Preševo), zm. 25 marca 1927) – albański działacz niepodległościowy.

## Życiorys
Był synem Isufa Selmana Seferiego. W młodości związał się z albańskim ruchem narodowym. Współpracował z Ligą Prizreńską, a następnie z Ligą z Peje (1899). W początkach XX wieku był zwolennikiem współpracy z Serbią. W 1909 rząd serbski wspierał finansowo albańskich działaczy narodowych z Kosowa. Dzięki wsparciu Serbów w kwietniu 1910 kosowscy Albańczycy pod wodzą Isy Boletiniego i Idriza Seferiego rozpoczęli powstanie antyosmańskie.
Oddziały dowodzone przez Seferiego liczyły ponad 5 000 ludzi. Udało im się zablokować linię kolejową Prisztina-Skopje, co uniemożliwiło transport wojsk osmańskich. Oddziałom Serferiego udało się utrzymać przełęcz koło Kačanika, ale ulegli korpusowi ekspedycyjnemu Shefketa Turguta Paszy. W czasie walk Seferi został ranny w głowę i w szyję, do końca życia nosił w ciele dwie kule osmańskie. W sierpniu 1910 walki wygasły, a oddziały armii osmańskiej podjęły akcję rozbrajania ludności albańskiej.
W kwietniu 1912 Albańczycy wznowili działania powstańcze z inicjatywy Hasana Prisztiny. Działania objęły cały wilajet kosowski. W rejonie Ferizaja organizacją powstania zajął się Idriz Seferi. Podległe mu oddziały wzięły udział w marszu na Skopje (stolicę wilajetu), którą udało się opanować bez walki. Po opanowaniu miasta oddziały powstańcze zajęły się łupieniem magazynów wojskowych, uwalnianiem więźniów i zbieraniem podatków od miejscowej ludności.
W przededniu I wojny bałkańskiej pod komendą Seferiego znajdowało się ponad tysiąc ludzi. Tym razem ich głównym przeciwnikiem były wojska serbskie, które w październiku 1912 wkroczyły na terytorium Albanii. W 1912 został schwytany przez Serbów i trafił do więzienia w Belgradzie. Uwolniony w 1913, kontynuował walkę przeciwko Serbom, a w latach 1916-1918 przeciwko armii bułgarskiej, okupującej część Kosowa. Zmarł w 1927, z przyczyn naturalnych.

## Pamięć
Republika Kosowo wyróżniła Seferiego pośmiertnie tytułem Bohatera Kosowa. Jego popiersie znajduje się w Kaçaniku. Popiersie Seferiego dłuta Hevzi Nuhiu, znajdujące się we wsi Muqibabe k. Gjilan zostało zniszczone w lipcu 2013 przez miejscową ludność. Muzułmańska ludność wsi sprzeciwiła się obecności pomnika upamiętniającego osobę wyznania katolickiego. Ulice imienia Seferiego znajdują się w Gnjilane i w Preševie, a także plac w Prisztinie.